# Dominikanische Beachhandball-Nationalmannschaft der Frauen
Die dominikanische Beachhandball-Nationalmannschaft der Frauen repräsentiert den Handball-Verband der Dominikanischen Republik als Auswahlmannschaft auf internationaler Ebene bei Länderspielen im Beachhandball gegen Mannschaften anderer nationaler Verbände.
Eine als Unterbau fungierende Nationalmannschaft der Juniorinnen wurde noch nicht gegründet. Das männliche Pendant ist die dominikanische Beachhandball-Nationalmannschaft der Männer.

## Geschichte
Die Geschichte der Dominikanischen Republik im Beachhandball beginnt sogleich mit einem Höhepunkt, den Weltmeisterschaften 2006. An der Copacabana belegte die Mannschaft den zehnten Rang und war damit die erste Mannschaft Amerikas bei einer weltweiten internationalen Meisterschaft, die nicht aus Südamerika stammte. Zwei Jahre später folgte die erste und einmalige Teilnahme an den Pan-Amerikanischen Meisterschaften, wo die Mannschaft in Montevideo die Bronzemedaille gewann und damit den größten Erfolg ihrer Geschichte erreichte. Im weiteren Jahresverlauf wurde das Team bei seiner zweiten WM-Teilnahme in Cádiz Elfter. Danach dauerte es bis 2008, dass die Dominikanische Republik als eingeladene Mannschaft bei den Juegos Bolivarianos de Playa unter sieben Mannschaften Vierte wurden. Danach dauerte es zehn Jahre, bis die Dominikanische Republik im Rahmend er Nordamerika- und Karibikmeisterschaften 2022 auf die internationale Bühne zurückkehrte. In Acapulco gewann die Mannschaft auf Anhieb die Bronzemedaille. Damit qualifizierte sich die Mannschaft auch für die erstmals durchgeführten Beachgames Zentralamerikas und der Karibik in Santa Marta, Venezuela, wo die Mannschaft das Halbfinale erreichte, im Spiel um Bronze aber Kolumbien unterlag.

## Teilnahmen
| World Games - 2001: keine Teilnahme - 2005: keine Teilnahme - 2009: nicht qualifiziert - 2013: nicht qualifiziert - 2017: nicht qualifiziert - 2022: nicht qualifiziert World Beach Games - 2019: nicht qualifiziert - 2023: | Weltmeisterschaften - 2001: abgesagt - 2004: nicht qualifiziert - 2006: 10. - 2008: 11. - 2010: nicht qualifiziert - 2012: nicht qualifiziert - 2014: nicht qualifiziert - 2016: nicht qualifiziert - 2018: nicht qualifiziert - 2020: nicht qualifiziert, abgesagt - 2022: nicht qualifiziert | Pan-Amerikanische Meisterschaften - 2004: keine Teilnahme - 2008: 3. - 2012: keine Teilnahme - 2014: keine Teilnahme - 2016: keine Teilnahme - 2018: keine Teilnahme Nordamerika- und Karibikmeisterschaften - 2019: keine Teilnahme - 2022: 3. | Beachgames Zentralamerikas und der Karibik - 2022: 4. Juegos Bolivarianos de Playa - 2012: 4. - 2014: keine Teilnahme - 2016: keine Teilnahme |

- WM 2006: Mariela Altagracia Andino • Jacaira Cepeda Peña • Crisleidy Hernández Guerrero • Indiana Mateo Linares • Nancy Mileidy Peña Rodriguez • Rafaela Rodriguez López • Viviana Rosa Brito • Gleny Sosa Lugo • Suleidi Suárez Genao[5]

- PAM/IAC 2008: Mariela Altagracia Andino • Crisleidy Hernández Guerrero • Rosa María Mambru • Indiana Mateo Linares • Nancy Mileidy Peña Rodriguez • Ingrid Santos Vera • Suleidi Suárez Genao • Jacaira A. Tejeda Peña • Ofelia Vasquez Hidalgo[6]

- WM 2008: Mariela Altagracia Andino • Mariela Céspedes de la Rosa • Crisleidy Hernández Guerrero • Cari Luz Domínguez (TW) • Indiana Mateo Linares • Nancy Mileidy Peña Rodriguez • Suleidi Suárez Genao • Jacaira A. Tejeda Peña • Ofelia Vasquez Hidalgo[7]

- BBG 2012: Mariela Altagracia Andino • Yojaver Brito Guzmán • Mariela Céspedes de la Rosa • Carolina Esther López Villanueva • Carina Lorenzo Guillen • Cari Luz Domínguez (TW) • Johanna Elizabeth Pimentel Ramírez • Florquidea Puello Reyes[8]

- NKM 2022: Kader aktuell nicht bekannt

- CACSBG 2022: Stacy Jeannely Burgos Perdomo • Olkidia Diolenny Cuevas Matos • Crisleidy Hernández Guerrero • Diulka Marte • Miguelina Desire Martinez Tapia • Nancy Mileidy Peña Rodríguez • Diandra Paola Pie De Los Santos • Florquidia Puello Reyes • Maria Dania Novas Novas • Johanna Altagracia Rosario Reyes[9]

## Trainer
| Cheftrainer - mind. 2006–2008: Félix Romero Coni - 2022: Marcos Benítez Javier | Co-Trainer - 2006: Renan Randolfo Cuevas - 2022: Jorge Peralta |